# Piotr Klepczarek (ur. 1982)
Piotr Grzegorz Klepczarek (ur. 13 sierpnia 1982 w Łodzi) – polski piłkarz oraz piłkarz plażowy występujący na pozycji obrońcy. W piłce plażowej grał w drużynach KP Łódź oraz Grembach Łódź, reprezentant Polski. Uczestnik Euro Winners Cup w 2015 roku oraz Mistrzostw Świata w piłce nożnej plażowej 2017.

## Kariera piłkarska

### Kariera klubowa
W 2000 rozpoczął karierę piłkarską w łódzkim ŁKS. Potem reprezentował barwy Unii Janikowo, Kujawiaka Włocławek, GKS-u Bełchatów, Wisły Płock, UKSu SMS Łódź i Jagiellonii Białystok. W styczniu 2011 jako wolny agent podpisał kontrakt z ukraińskim klubem Tawrija Symferopol. Nie zagrał żadnego meczu i latem 2011 za obopólną zgodą anulował kontrakt z krymskim klubem.

## Sukcesy

### Jagiellonia Białystok
- Puchar Polski (1): 2010

### KP Łódź
- Mistrzostwo Polski (1): 2014
- Puchar Polski (2): 2014, 2015
- Euro Winners Cup (ćwierćfinał): 2015

### KS Piórkowscy Dmosin
- Mistrzostwo Polski (1): 2010